# دانگ‌فنگ یوفنگ
دانگ‌فنگ یوفنگ یک ون شهری سایز کوچک است که از سال ۲۰۱۲ تا کنون در چین توسط شرکت دانگ‌فنگ تولید می‌شود.

## بررسی اجمالی

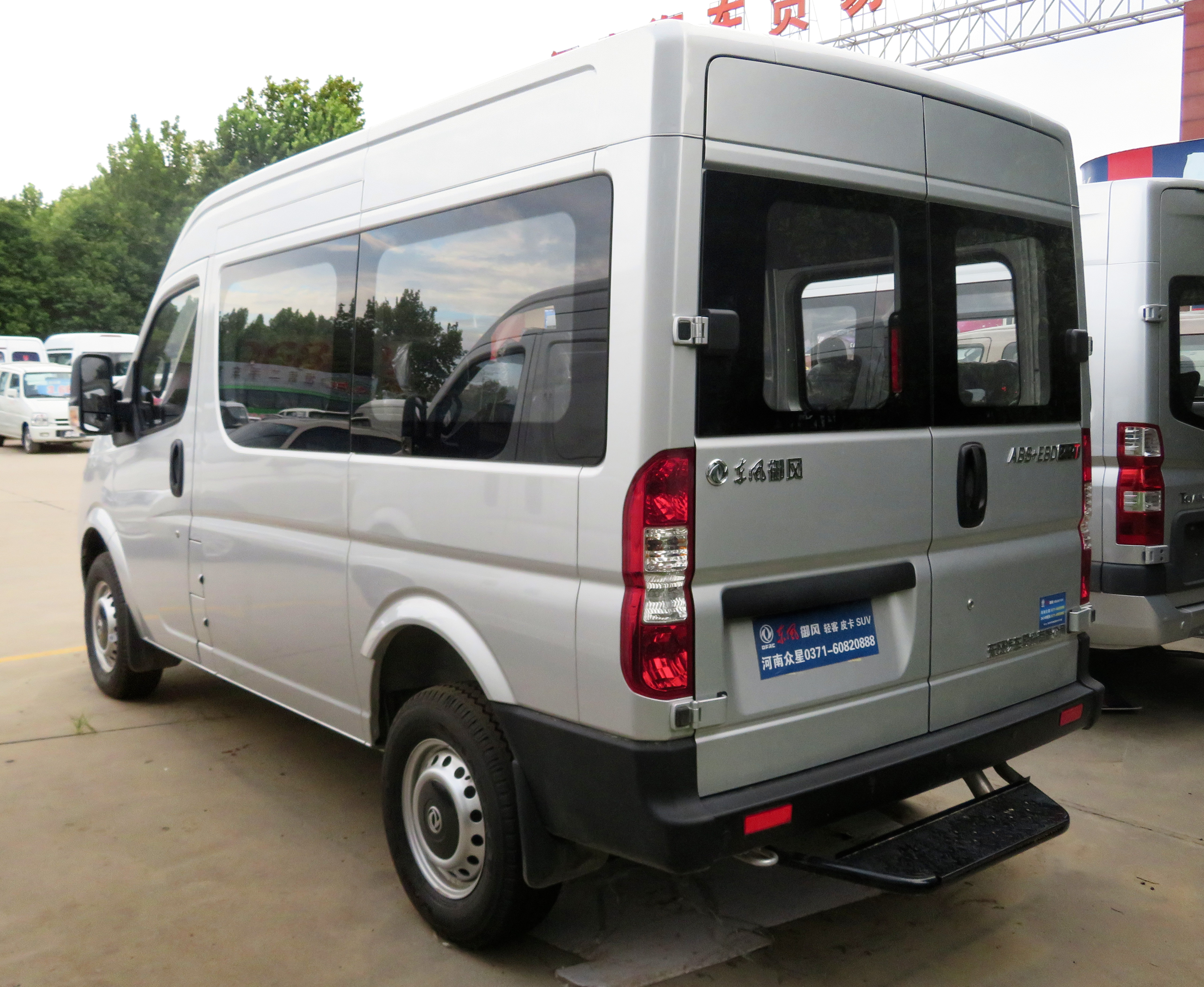
دانگ‌فنگ یوفنگ نمای عقب

این خودرو که در سال ۲۰۱۲ به بازار عرضه شد، از یک موتور ۳٫۰ لیتری توربو دیزل با حداکثر اسب بخار ۱۳۶ اسب بخار و گشتاور ۳۰۰ نیوتن متر بهره می‌برد.
یک مدل فیس لیفت این خودرو در ژوئیه ۲۰۱۶ با پیشرانه به روز شده و تغییرات ظاهری در نمایشگاه خودرو پکن رونمایی شد.